# Gare d'Oviedo
La gare d'Oviedo, également appelée gare du Nord, est une gare ferroviaire espagnole de la ligne de Venta de Baños à Gijón-Sanz Crespo (es), située sur le territoire de la commune d'Oviedo, dans la comarque d'Oviedo, dans les Asturies.
Ouverte en 1874 par la Compañía de los Ferrocarriles de Asturias a Galicia y León, la gare est dotée de son bâtiment historique en 1946. L'ensemble a fait l'objet d'une rénovation en 1999. C'est une gare desservie par des trains AVE, Avlo, Alvia et Media Distancia de Renfe Operadora. Oviedo est ainsi reliée aux autres principaux centres des Asturies, au reste de la côte de la mer Cantabrique, ainsi qu'à d'autres parties de l'Espagne, y compris la Meseta, le Levant et la Catalogne.

## Situation ferroviaire
La gare, établie à 232 mètres d'altitude, fait partie du tracé des lignes ferroviaires suivantes :
- Ligne de Venta de Baños à Gijón (es), point kilométrique 139,138[1].
- Ligne ferroviaire à écartement ibérique d'Oviedo à Trubia, point kilométrique 0,000[2].

## Histoire
La gare est inaugurée le 23 juillet 1874 après l'ouverture du tronçon Gijón-Pola de Lena visant à relier les Asturies à la Meseta. Les travaux sont effectués par la Compañía de los Ferrocarriles de Asturias a Galicia y León. Elle est à l'origine une station mixte de passagers et de marchandises.
En 1883, la gare grandit grâce à l'inauguration du chemin de fer entre Oviedo et Trubia qui a pour principal objectif de collecter le charbon des mines de Quirós, Teverga et Proaza par un chemin de fer minier et et également pour desservir l'usine d'armement (Fabrica de Cazones) à Trubia. En 1885, après la faillite de la Compañía de los Ferrocarriles de Asturias a Galicia y León, la gare et tout le patrimoine de la société passent entre les mains de la Compañía de los Caminos de Hierro del Norte de España. En 1941, la compagnie et la gare intègrent la Renfe. Endommagée pendant la guerre d'Espagne, la gare est reconstruite sur la base des plans de l'architecte Agustín Ballesteros. Le site est inauguré par José María Fernández-Ladreda le 14 octobre 1946.
En 1998, une zone piétonne aérienne est construite au-dessus de la gare. En outre, en 1999, après la fermeture d'Oviedo-Jovellanos et d'Oviedo-Economicas, toutes deux des gares anciennement exploitées par la Ferrocarriles de vía estrecha (FEVE), cette compagnie rapatrie ses activités vers la gare del Norte.
En 2013, la disparition de la FEVE laisse la Renfe en tant que seul exploitant de tous les services fournis par la gare et ADIF en tant que détenteur de toutes les installations ferroviaires, à la fois sur les voies larges et étroites. Cependant, des années après, la gare continue de fonctionner comme si elle était constituée de deux entités indépendantes devant cohabiter dans un même lieu.

## Description du site
La façade principale se trouve à une extrêmité de la calle Uría, la première rue commerçante de la ville. Sa conception lui est donnée en 1946. Le bâtiment se compose d'un pavillon central de deux étages entouré de deux tours et est prolongé des deux côtés par deux ailes latérales. Le bâtiment principal comporte une grande horloge centrale.
Alors que le principal terminal de passagers n'a pas subi de changements majeurs depuis la reconstruction de 1946, la zone de la plate-forme et les voies ferrées entrantes ont depuis lors été recouvertes par une dalle imposante qui repose sur 220 piliers à la suite des plans de l'ingénieur Leonardo Fernández Troyano. Au total, la structure couvre environ 38 000 mètres carrés de surface et a une longueur de 700 mètres. L'espace gagné est une grande promenade nommée La Losa qui dispose d'un accès à la gare. La grande place, connue sous le nom de Plaza de los Ferroviarios, est décorée de fontaines et d'une variété de sculptures : Paz y Libertad, de Luis Sanguino, et Hombre sobre delfín de Salvador Dalí.

## Service des voyageurs

### Accueil
La station dispose d'un total de 13 voies et de 4 quais. La gare dispose d'un hall, de vente de billets, de distributeurs automatiques, de points d'information, de locaux commerciaux, d'une cafétéria et d'un restaurant, d'un kiosque, d'une location de voitures, d'un caissier et de toilettes. À l'extérieur, plusieurs parkings existent.

### Desserte

#### Grande vitesse
La gare est desservie par les trains à grande vitesse AVE et Avlo entre Madrid ou Castellón et Gijón.

#### Longue distance
La gare est desservie par des trains Alvia.

#### Media Distancia
Les trains Media Distancia relient Oviedo aux villes de Ferrol, Santander, Gijón et León et Valladolid.